# Anonyx sarsi
Anonyx sarsi is een vlokreeftensoort uit de familie van de Uristidae. De wetenschappelijke naam van de soort is voor het eerst geldig gepubliceerd in 1968 door Steele & Brunel.